# Dactylospora attendenda
Dactylospora attendenda är en lavart som först beskrevs av William Nylander och som fick sitt nu gällande namn av Johann Franz Xaver Arnold. 
Dactylospora attendenda ingår i släktet Dactylospora och familjen Dactylosporaceae. Arten är reproducerande i Sverige. Inga underarter finns listade i Catalogue of Life.